# Ga Ulsan
Ga Ulsan (Tongdosa) (Tiếng Hàn: 울산역, Hanja: 蔚山驛) là ga đường sắt trên Đường sắt cao tốc Gyeongbu ở Sinhwa-ri, Samnam-eup, Ulju-gun, Ulsan, Hàn Quốc. Tên trạm phụ là Tongdosa. Ban đầu nó hẹp nhưng do gây bất tiện cho người sử dụng nên tầng hai đã được bổ sung vào ngày 1 tháng 2 năm 2020 và ga Ulsan cũng được mở rộng vì điều này. Tại Samnam-eup, Ulju-gun, ngoại ô Ulsan, xe buýt limousine kết nối nhiều khu vực khác nhau ở Ulsan đang hoạt động.

## Lịch sử
Ga Ulsan chưa có kế hoạch cho giai đoạn thứ hai của tuyến đường sắt cao tốc Kyungbu, mặc dù Ulsan là một trong những thành phố đô thị. Nhưng trước những kiến nghị dân sự liên tục, Tổng thống Roh Moo-hyun đã kêu gọi phản ứng tích cực, và nhà ga đã được bổ sung vào quy hoạch từ ngày 14 tháng 11 năm 2003. Kết quả là, đây đã trở thành trường hợp thành công nhất của giai đoạn thứ hai của Đường sắt cao tốc Gyeongbu.

### Subname dispute
Tên phụ của ga Ulsan là Tongdosa, ngôi chùa nằm ở Yangsan chứ không phải Ulsan. Một số Kitô hữu không đồng ý với tên phụ, cho rằng đó là vấn đề tôn giáo. Nhưng Korail đã bỏ phiếu, kết quả là 7 trên 9 ủy ban đồng ý với tên phụ 'Tongdosa'. Tuy nhiên, tên phụ đã không được hiển thị trên đài cho đến năm 2012.

## Bố trí ga
| ↑ Gyeongju  |
| \| ２ \| １ |
| Busan ↓     |

| 1 | Đường sắt cao tốc Gyeongbu | KTX · SRT | → Hướng đi Busan →                 |
| 2 | Đường sắt cao tốc Gyeongbu | KTX · SRT | ← Hướng đi Daejeon · Seoul · Suseo |